# Estagel
Estagel (în catalană Estagell) este o comună în departamentul Pyrénées-Orientales din sudul Franței. În 2009 avea o populație de 1.918 de locuitori.

## Evoluția populației
| An        | 1975  | 1982  | 1990  | 1999  | 2006  | 2009  |
| --------- | ----- | ----- | ----- | ----- | ----- | ----- |
| Populație | 2.021 | 2.038 | 2.043 | 1.941 | 1.906 | 1.918 |

## Personalități născute aici
- François Arago (1786 - 1853), matematician, astronom.